# Mekarmulya (Cimarga)
Mekarmulya is een bestuurslaag in het regentschap Lebak van de provincie Banten, Indonesië. Mekarmulya telt 2661 inwoners (volkstelling 2010).